# Beienrode (Königslutter)
Beienrode ist ein nordwestlich des Höhenzugs Dorm liegender Ortsteil von Königslutter am Elm im Landkreis Helmstedt in Niedersachsen. Rund 30 Kilometer östlich von Braunschweig liegt es südlich der A 2. Bis zur Gemeindegebietsreform im Jahr 1974 war Beienrode eine eigenständige Gemeinde. Das Dorf hat rund 500 Einwohner (Stand: 2018).

## Geographie

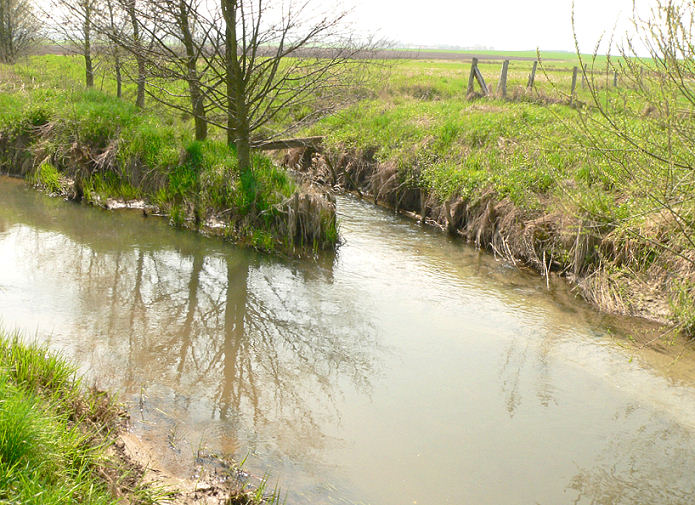
Mündung der Lutter in die Schunter bei Beienrode

Beienrode ist hauptsächlich geprägt durch die Einbettung der Uhrau- und Schunterniederung. Die Schunter fließt mit einer Breite von ungefähr sechs Metern am westlichen Rand des Dorfes entlang. Im Norden trifft sie auf die Uhrau und im südwestlichen Verlauf mündet die Lutter im Naturschutzgebiet „Lutterlandbruch“, das sich südwestlich von Beienrode befindet, in die Schunter. Das 1981 ausgewiesene Naturschutzgebiet mit einer Fläche von ungefähr 85 Hektar ist ein zusammenhängendes Feuchtgebiet, das den darin siedelnden Pflanzen- und Tierarten einen gesicherten Lebensraum bietet.
Am südöstlichen Ende des Dorfes erhebt sich der Höhenzug Dorm mit der höchsten Erhebung, dem Fuchsberg, mit 182 m ü. NHN. Im Vergleich zum Elm gilt der Dorm, der auch im Naturpark Elm-Lappwald liegt, als wesentlich artenreicher. Der Baum mit dem reichsten Vorkommen ist die Rotbuche. Am lichten Südwesthang des Höhenzuges mit dem am unteren Ende verlaufenden Bahndamm befinden sich Heckenwege. Bekannt ist der Dorm außerdem für den Rogenstein, der unter anderem im Wirtschaftsgebäudes des Gutes, der Kapelle, und einigen Häusern im alten Dorfkern verbaut wurde. Am südöstlichen Ende von Beienrode liegt der sogenannte Kaliberg. Durch die weit sichtbaren Salzablagerungen sagt der Volksmund, dass gutes Wetter anstehe, wenn der Berg sauber weiß glänzt.

## Geschichte
Beienrode mit dem -rode-Namen ist eine Rodungssiedlung und wird erstmals in einer Urkunde von 980 als „Bodenrod“ erwähnt. Kaiser Otto II. schenkte dem Grafen Mamecho das Landgut im altsächsischen Derlingau. Heute kann aber nicht zweifelsfrei bestätigt werden, ob das Beienrode bei Königslutter oder das Beienrode bei Flechtorf gemeint ist. Es wird nur ein Ort an der Schunter genannt, und das trifft auf beide Dörfer zu.
Der alte Teil von Beienrode, das sogenannte Unterdorf, liegt im Tal der Schunter und war ursprünglich ein Bauerndorf am über 1000 Jahre alten Rittergut Beienrode. Das sogenannte Oberdorf entstand Ende des 19. Jahrhunderts im Zusammenhang mit dem Kali-Bergbau, der in den 1920er Jahren bereits wieder eingestellt wurde.

### Politische Zugehörigkeiten
Durch Kaiser Lothar von Süpplingenburg kam der Derlingau mit Beienrode an den welfischen Besitz und somit an Heinrich den Löwen. Durch den Sturz Heinrichs und die damit zusammenhängende Aufteilung des Herzogtums wechselte der Hasenwinkel, zu dem Beienrode gehörte, als Grenzland immer wieder zwischen Braunschweig und Lüneburg hin und her. Erst 1428 gelangte der Hasenwinkel dauerhaft an die Lüneburger.
Ab 1814, nach den Napoleonischen Kriegen, gehörte der Hasenwinkel zum Königreich Hannover. Durch die Niederlage der Hannoveraner, die mit den Österreichern verbündet waren, kam der Hasenwinkel 1866 an die Preußen, die im Preußisch-Österreichischen Krieg gesiegt hatten.
Nach dem Zweiten Weltkrieg wurde Beienrode, wie das gesamte Land Hannover, Teil des neu gegründeten Landes Niedersachsen. Die jüngste Veränderung der politischen Zugehörigkeit war die Gebietsreform von 1974. Am 1. März 1974 wechselten Beienrode und andere Ortschaften vom Landkreis Gifhorn zum Landkreis Helmstedt. Beienrode wurde in die Stadt Königslutter am Elm eingegliedert.

### Geschichte ab 1411
Der Ort Beienrode wurde jahrhundertelang von der adeligen Grundherrschaft beeinflusst. Einen freien Bauernstand hatte es in begrenzten Maße erst sehr spät gegeben. Ab 1411 kam das Rittergut Beienrode in den Besitz der Familie von Veltheim, die dort für 400 Jahr sesshaft blieben. Hinterlassenschaften der von Veltheims waren die Kapelle aus dem Jahr 1433 und die Umgestaltung des ursprünglichen Rittergutes, von der nur noch die Mauer entlang der Steinumer Straße geblieben ist.
Im Jahr 1753 kaufte der Berghauptmann Georg Gottfried von Bülow das Gut. Von Bülow ließ eine Branntweinbrennerei und eine Pottaschenfabrikation errichten. Zudem begradigte er die Schunter, um einen Floßverkehr zu betreiben, auf dem er die produzierten Güter bis nach Braunschweig transportieren ließ. Ab 1763 bekam Beienrode seine eigene Schule, die schließlich bis 1966 bestand, bevor großflächig kleinere Dorfschulen zusammengelegt wurden.
Von 1860 bis 1936 waren die Freiherren Knigge die letzten adeligen Besitzer des Rittergutes.
Im Jahr 1952 erwarb das Flüchtlingsselbsthilfswerk Beienrode e. V. das Gut und bot dort ostpreußischen Pfarrwitwen und -waisen ein neues Zuhause. Seit Jahrzehnten wird das „Haus der helfenden Hände“ als Altersheim und Tagungsstätte genutzt. Die Ländereien sind seit 1975 verpachtet.
Beienrode lag vor der Wiedervereinigung nur wenige Kilometer von der Innerdeutschen Grenze entfernt nahe dem Grenzübergang Helmstedt und gehörte damit zum strukturschwachen sogenannten „Zonenrandgebiet“. Heute ist es mit etwas mehr als 500 Einwohnern ein ländlicher Pendlerort, der durch die Eingemeindung seine eigene Verwaltung und eine Reihe weiterer Einrichtungen verloren hat.

### Kalisalzabbau

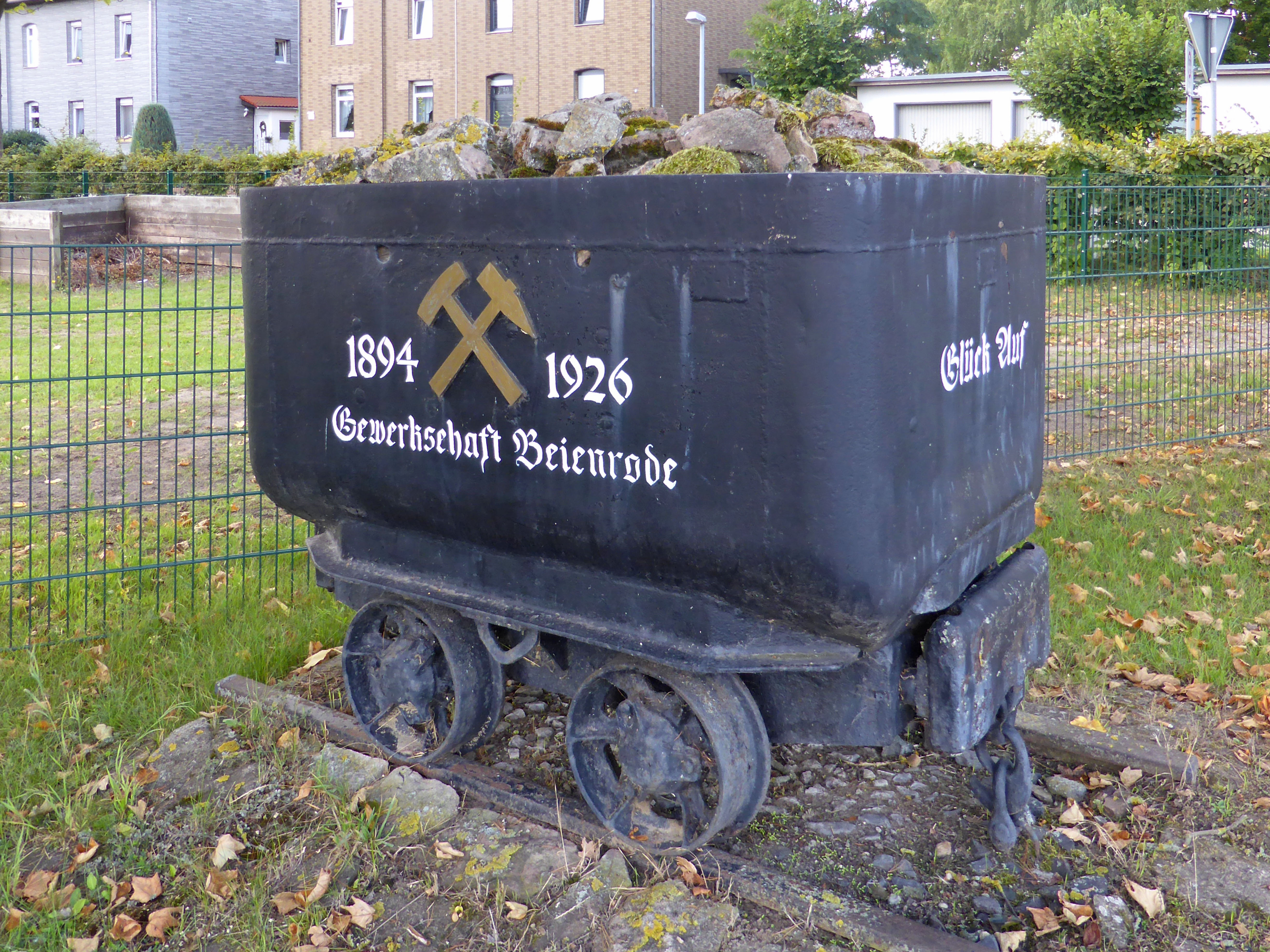
Hunt der Gewerkschaft Beienrode

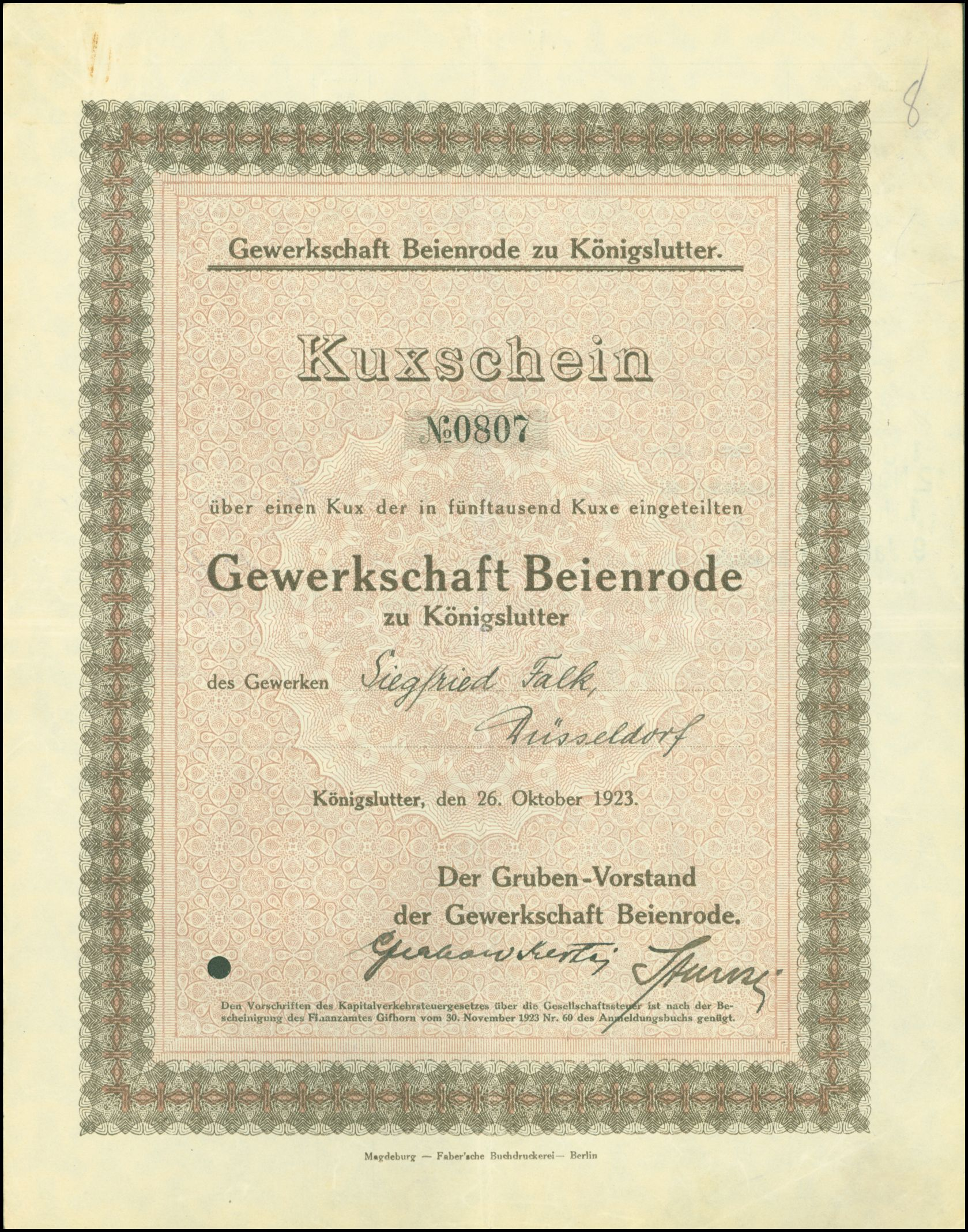
Kuxschein der Gewerkschaft Beienrode vom 26. Oktober 1923

Durch den Abbau von Kalisalz ab 1900 bis 1926 erlebte Beienrode seine größte wirtschaftliche Blütezeit. Durch die Entdeckung des Kunstdüngers am Ende des 19. Jahrhunderts bekam das Kalisalz als wichtiger Bestandteil einen neuen hohen Stellenwert. Bis zum Ende des Ersten Weltkriegs waren nur Lagerstätten im Deutschen Reich bekannt und es brach ein regelrechter Boom auf das Kalisalz aus. 1892 wurde in Beienrode eine Lagerstätte gefunden und so wurde unter Leitung der Gewerkschaft Beienrode das Kalibergwerk aufgebaut. Die Einwohnerzahl Beienrodes stieg in dieser Zeit um mehr als das Doppelte an und es konnten zur Blütezeit 845 Menschen beschäftigt werden. Durch die weltweiten Entdeckungen von Kalisalz, nach dem Ersten Weltkrieg, musste unter anderem auch das Bergwerk in Beienrode schließen. Bis 1966 wurde das Bergwerk als Reserveschacht betriebsbereit gehalten, dann wurden die Fördertürme gesprengt und die nicht mit Abraum verfüllten Schächte und Stollen mit Wasser geflutet. Der größte Teil der Bergwerksanlagen ist im Laufe der Zeit abgerissen worden. Geblieben sind der alte Wasserturm auf dem Schachtgelände, das Verwaltungsgebäude, daneben das Betriebsführer-Wohnhaus und die drei Beamtenhäuser am Schachtweg, die Steigerwohnhäuser in der Bergmannstraße, die Direktorenvilla an der Hauptstraße und das ehemalige Laboratorium am Schwarzen Weg.
Zwei der Schächte, die in einem Naturschutzgebiet am Ortsrand lagen, wurden 2009 verfüllt.

### Einwohnerentwicklung
| Jahr      | 1858 | 1885 | 1895 | 1905 | 1910 | 1925 | 1933 | 1939 | 1946 | 2009 | 2014 | 2018 |
| --------- | ---- | ---- | ---- | ---- | ---- | ---- | ---- | ---- | ---- | ---- | ---- | ---- |
| Einwohner | 173  | 191  | 268  | 504  | 472  | 489  | 376  | 338  | 580  | 511  | 492  | 508  |

## Politik

### Ortsrat
Der Ortsrat Beienrode/Uhry setzt sich seit 2021 aus vier Ratsherren und drei Ratsfrauen folgender Partei zusammen:
- FWBU (Freie Wähler Beienrode/Uhry): 7 Sitze

(Stand: Kommunalwahl 2021 vom 12. September 2021)
Nach der 1974 erfolgten Eingemeindung in die Stadt Königslutter vertraten zunächst ein Ortsvorsteher und sein Stellvertreter die Belange von Uhry. Von 1996 bis 2016 verfügte Uhry über einen Ortsbürgermeister sowie einen eigenen Ortsrat, der fünf Sitze umfasste. 2011 wurde letztmals ein eigener Ortsrat für Uhry gewählt, für den nur Mitglieder der FWU (Freie Wählergemeinschaft Uhry) angetreten waren.

### Ortsbürgermeister
Der Ortsbürgermeister für Beienrode und Uhry ist seit 2021 Marcus Altmann (FWBU), vertreten wird er durch Jörg Luchs (FWBU).

## Wappen
Die Ortschaft Beienrode gehörte bis zur Eingemeindung zur Stadt Königslutter am Elm als selbstständige Gemeinde zum Landkreis Gifhorn. Deswegen sieht man im rechten oberen Teil des Wappens den blauen lüneburgischen Löwen (der Kreis Gifhorn war jahrhundertelang herzoglich-lüneburgische Landeshoheit) mit roten Herzen auf goldenem Grund. Im linken Teil des Wappens schwebt über einem goldenen Wellenbalken, der den Fluss Schunter darstellt, ein gestümmelter goldener Baumstamm mit zwei herabhängenden Lindenblättern. Der Baumstamm ist das farblich veränderte Schildbild der hier einst einflussreichen Adelsfamilie von Veltheim. Das untere rechte Feld ist dreimal blau-gold geteilt und wiederum ein abgewandelter Teil des Geschlechtswappens der Freiherren von Knigge. Am 27. Dezember 1968 beschloss der Gemeinderat das Wappen. Der Regierungspräsident des Regierungsbezirks Lüneburg genehmigte es am 11. März 1969.

## Kultur und Sehenswürdigkeiten

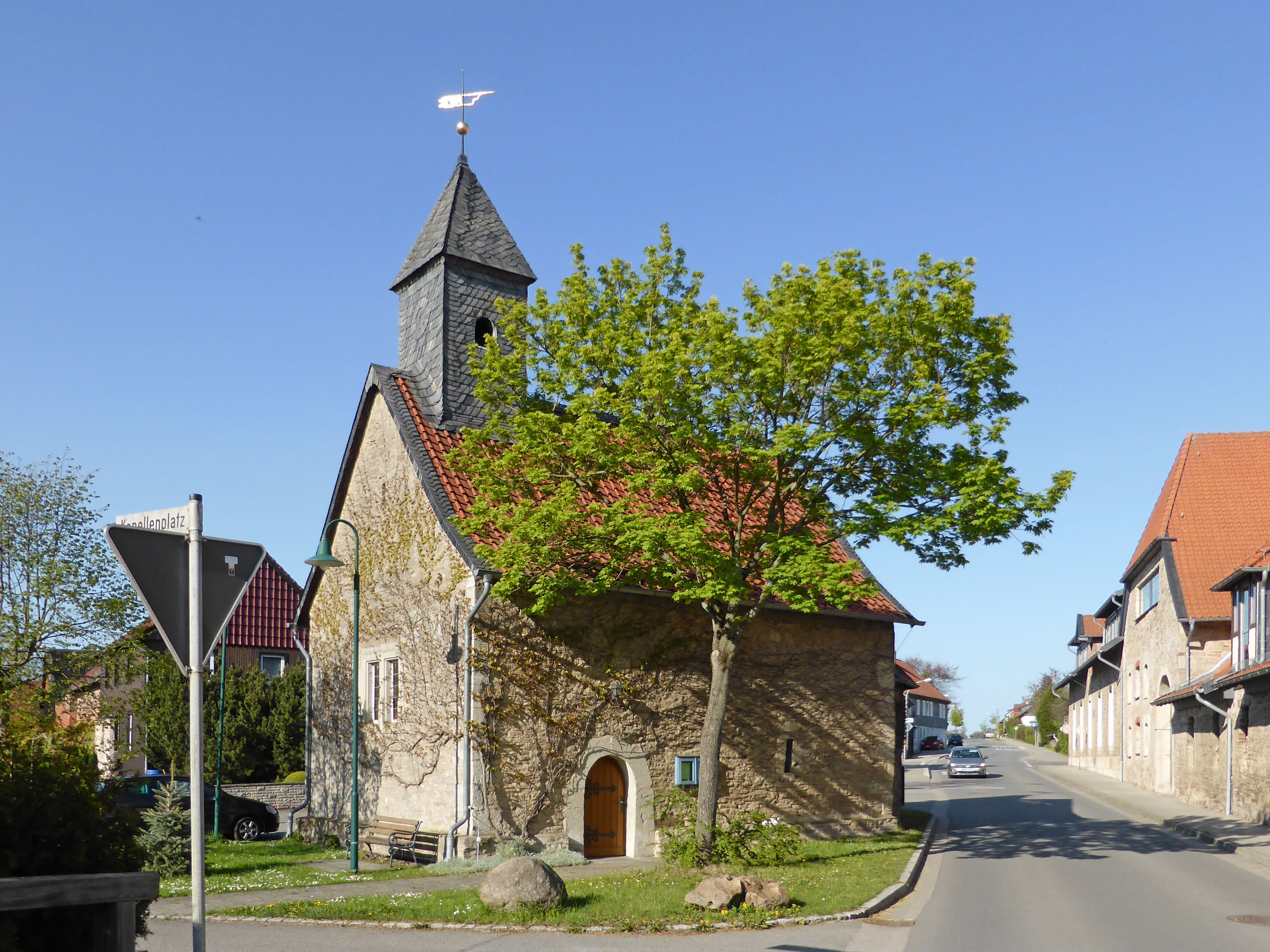
Kapelle

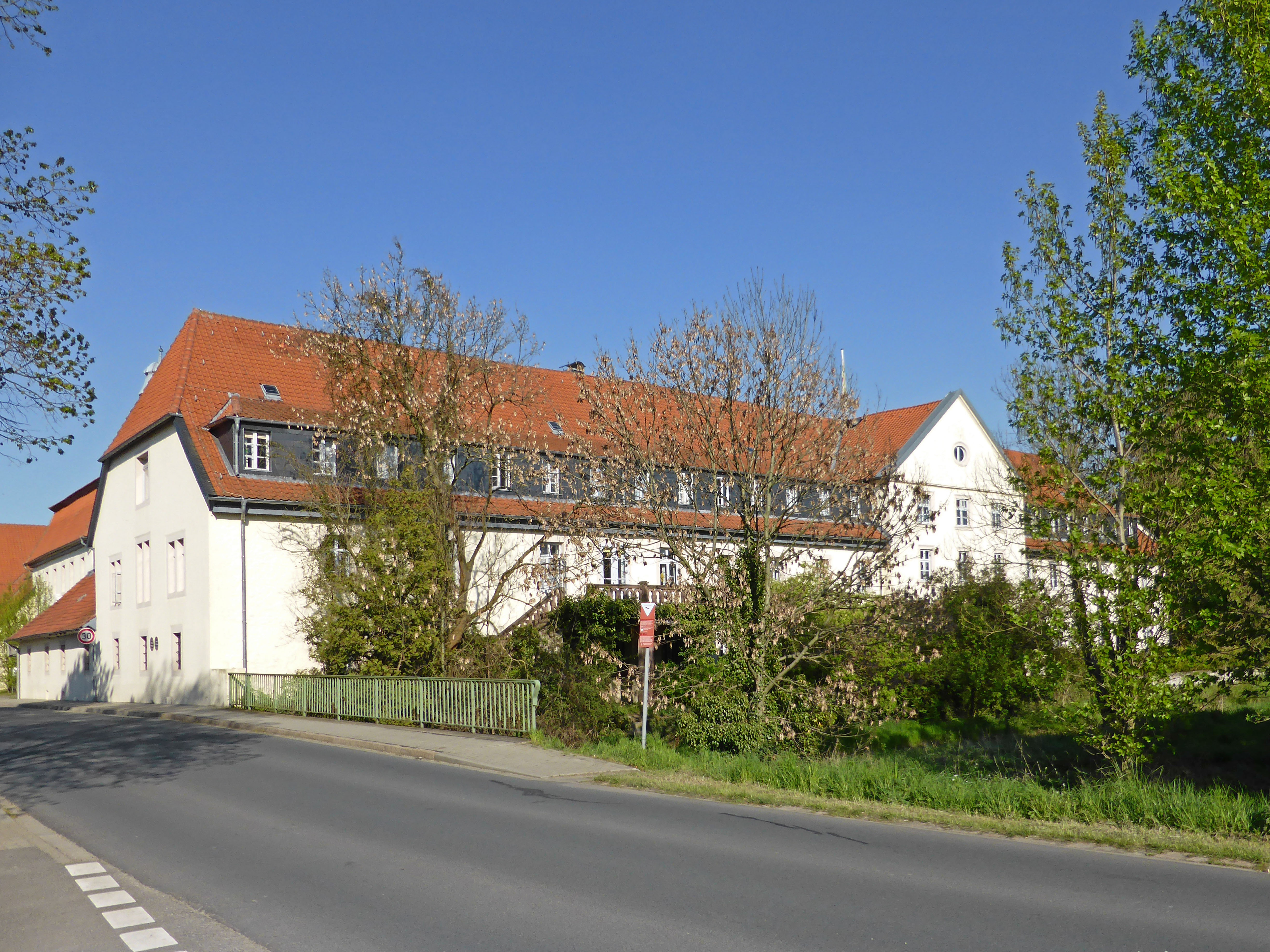
Früheres Schloss (heute „Haus der helfenden Hände“)

Beienrode hat eine evangelische Kapelle, die traditionell eng mit dem diakonischen Altenpflegeheim „Haus der helfenden Hände“ verbunden ist. Diese Einrichtung wurde 1949 als Hilfswerk für evangelische Flüchtlinge aus Ostpreußen gegründet. Die Initiative dazu ging von dem Theologen Hans Joachim Iwand und seiner Frau Ilse Iwand aus. Das Gebäude ist ein ehemaliger Gutshof des 18. Jahrhunderts, der heute vier modern eingerichteten Wohngruppen für insgesamt 60 Bewohner Platz bietet. Es ist zugleich ein Tagungshaus für Freizeiten, Seminare, Fortbildungs- und Konzertveranstaltungen.
Nach einer gründlichen Sanierung im Jahr 2001 ist das Haus in eigener Trägerschaft einer GmbH. Mitgesellschafter sind die Evangelische Stiftung Neuerkerode und die Stiftung Maria-Stehmann-Haus in Braunschweig. In der direkten Umgebung des Hauses befindet sich ein weitläufiger alter Gutspark, der an das Naturschutzgebiet der Schunterauen und an den Höhenzug des Dorm grenzt. Im von alten Bäumen geprägten Park befindet sich das Erbbegräbnis der Knigges. Im Jahr 2014 fand im Gutspark das zweite Festival der Veranstaltungsreihe „Jazz im Park“ statt, eine jährlich in einem anderen Park im Raum Braunschweig stattfindende Veranstaltung der Braunschweigischen Landschaft und der Stiftung Braunschweigischer Kulturbesitz.
Die Schunterauen waren in den 1980er Jahren auch regelmäßig zu Pfingsten Schauplatz des „Festivals der Friedensdienste“ von Gruppen der damaligen westdeutschen Friedensbewegung. Von dort aus gingen Impulse für gemeinsame Aktionsbündnisse und grenzübergreifende Friedensinitiativen aus.

### Sport

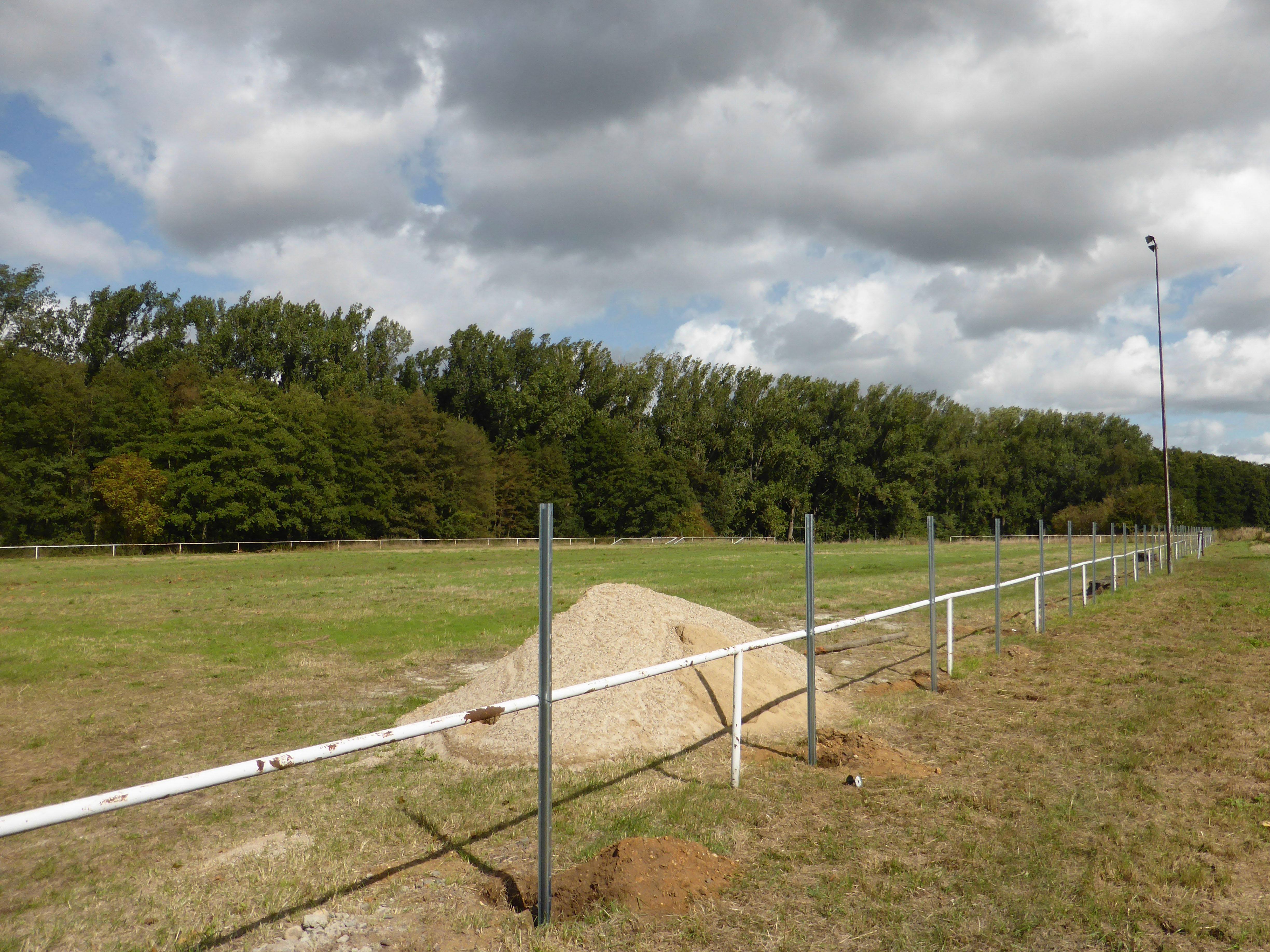
Sportplatz

Der Sportverein SV Beienrode Uhry e. V. wurde 1963 als Beienrode SV  (BSV) gegründet und später auf das Nachbardorf Uhry erweitert. Der Sportplatz und das Sportheim in Beienrode stammen aus den 1970er Jahren. Der Verein ist in den Sportdisziplinen Fußball und Tischtennis aktiv. Bereits 1910 wurde durch den Beienroder Lehrer ein erster Turnverein gegründet, der am 4. August 1935 das Kreisturn- und Sportfest in Beienrode ausrichtete, aber im Nationalsozialismus einging. In den 1920er Jahren bestand bereits der Fußballklub Fortuna.
Der Schützenverein Beienrode von 1894 e. V. hat seinen Schießstand im Dorfgemeinschaftshaus. Der im Mai 1894 gegründete Verein ist der erste in Beienrode gegründete Verein, er widmet sich dem Sportschießen mit Luftgewehr und Luftpistole.

## Wirtschaft und Infrastruktur

### Unternehmen

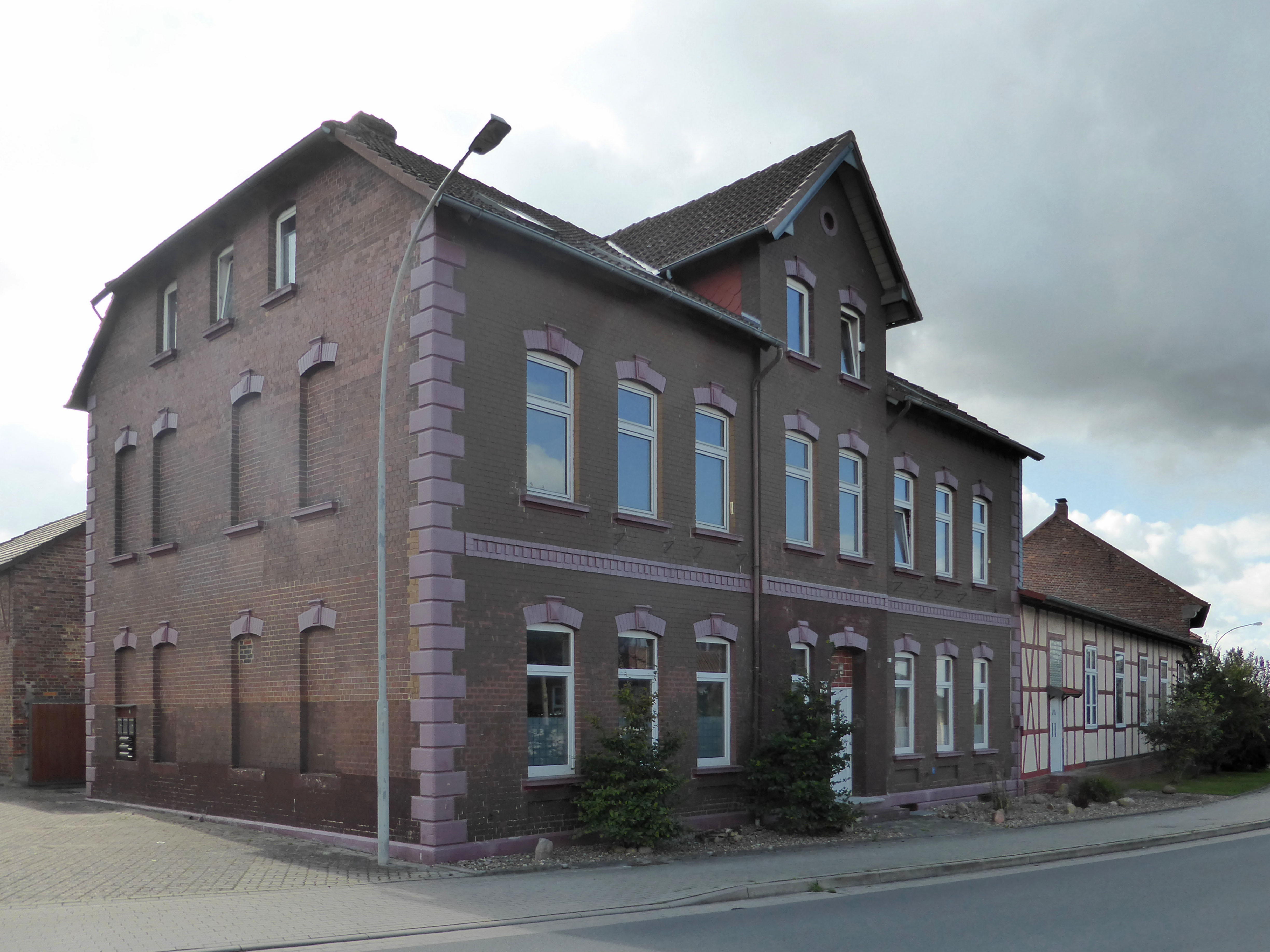
Ehemaliges Gasthaus „Glückauf“

Bedeutendstes Unternehmen in Beienrode ist das Haus der helfenden Hände, ein auf dem Rittergut ansässiges Senioren- und Pflegeheim. Es gehört zur Unternehmensgruppe Evangelische Stiftung Neuerkerode. Seit 2018 wird in der Einrichtung auch eine Tagespflege angeboten.
Die Poststelle, die dem Hauptpostamt Helmstedt zugeordnet war, wurde geschlossen. Heute steht in Beienrode nur noch ein Postbriefkasten zur Verfügung.
Ebenfalls geschlossen wurden ein Lebensmittelgeschäft, eine Bäckerei und Gaststätten, so dass es heute keine Einkaufsmöglichkeit mehr für Waren des täglichen Bedarfs in Beienrode gibt.

### Öffentliche Einrichtungen

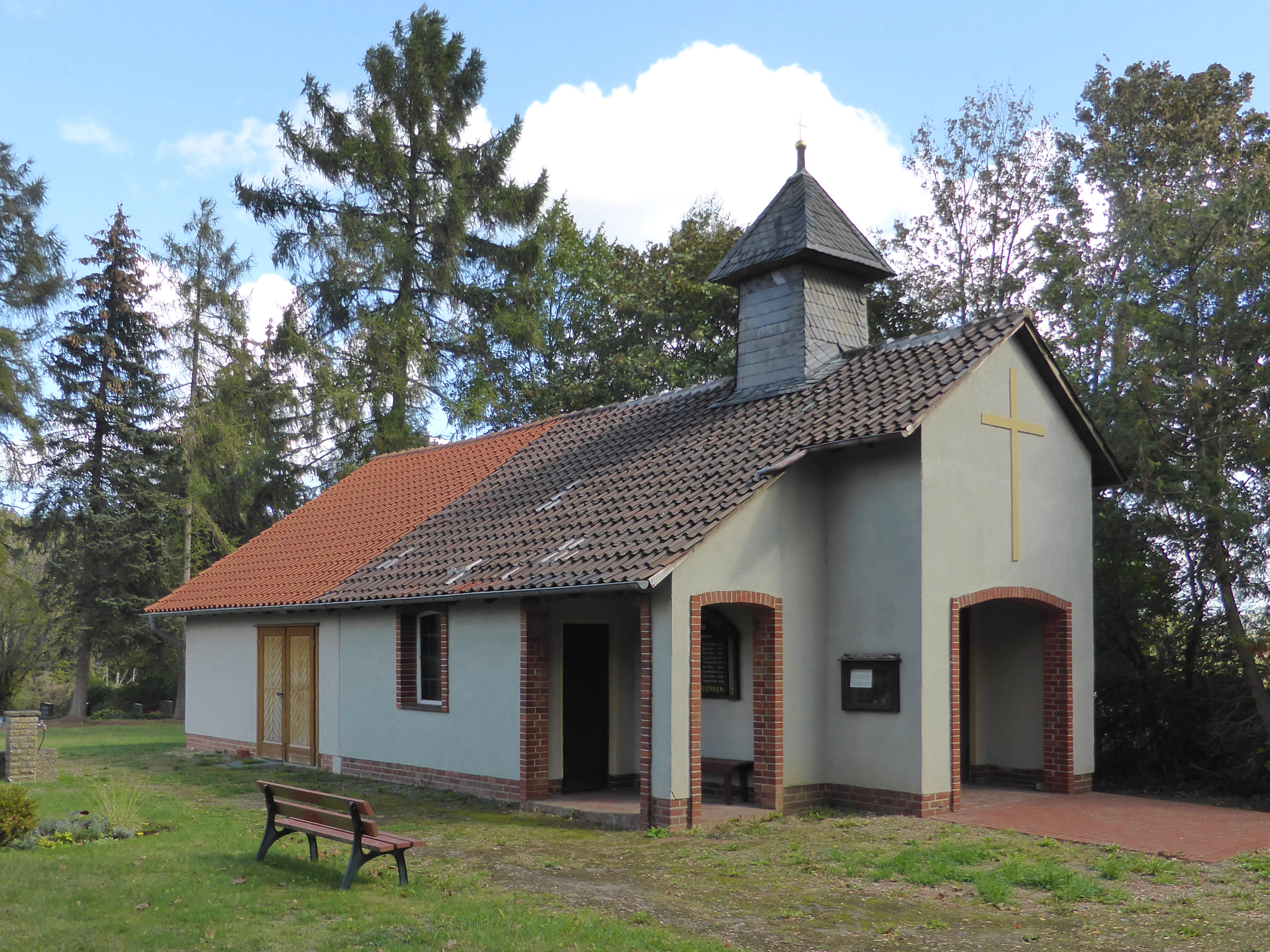
Friedhofskapelle

Die Freiwillige Feuerwehr Beienrode/Uhry verfügt in Beienrode über ein Feuerwehrhaus, das an die Kindertagesstätte angebaut wurde. Seit der Auflösung der Freiwilligen Feuerwehr Uhry besteht in den benachbarten Dörfern Beienrode und Uhry eine gemeinsame Feuerwehr. Ebenfalls an der Kindertagesstätte befindet sich das Dorfgemeinschaftshaus.
Den Kindern steht an der Kindertagesstätte ein öffentlicher Spielplatz zur Verfügung.
Der 1950 angelegte Friedhof von Beienrode befindet sich in Trägerschaft der Stadt Königslutter am Elm. Er verfügt über eine 1957 errichtete Friedhofskapelle. Auf dem Friedhof steht ein Kriegerdenkmal für die Opfer der beiden Weltkriege aus Beienrode. Die Namen der gefallenen und vermissten Soldaten des Ersten Weltkriegs aus Beienrode sind auf einer Tafel verzeichnet, die an der Außenwand der Friedhofskapelle hängt.

### Bildung

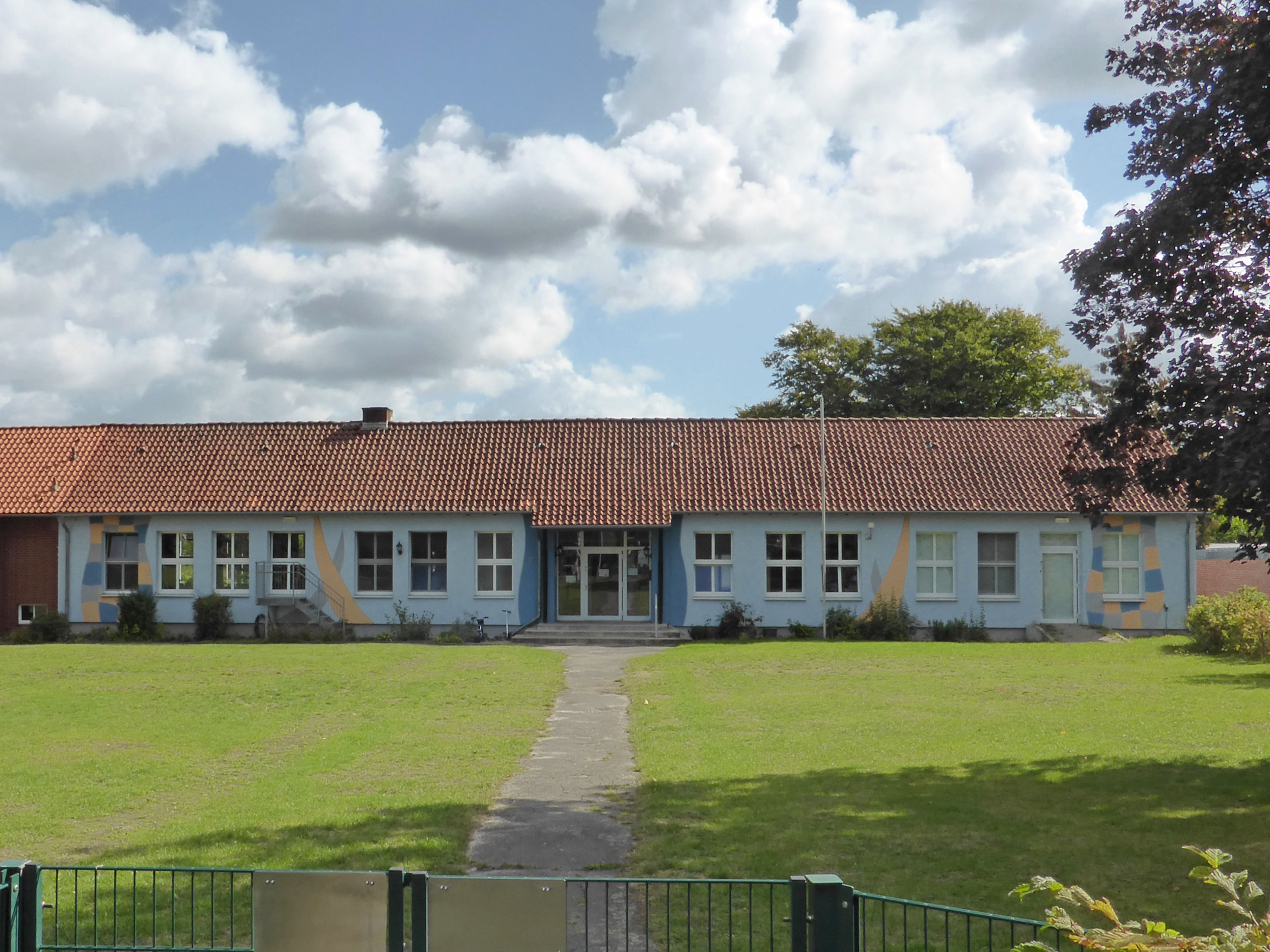
Kindertagesstätte

Eine Kindertagesstätte befindet sich in Trägerschaft der Stadt Königslutter am Elm und nutzt die Räume der ehemaligen, 1956 erbauten Schule. Sie wird durch einen Förderverein unterstützt.
Die Schule in Beienrode wurde 1966 geschlossen. Seitdem ist die Grundschule für Beienroder Kinder die Grundschule Hasenwinkel in Neindorf.

### Verkehr

#### Straßenverkehr

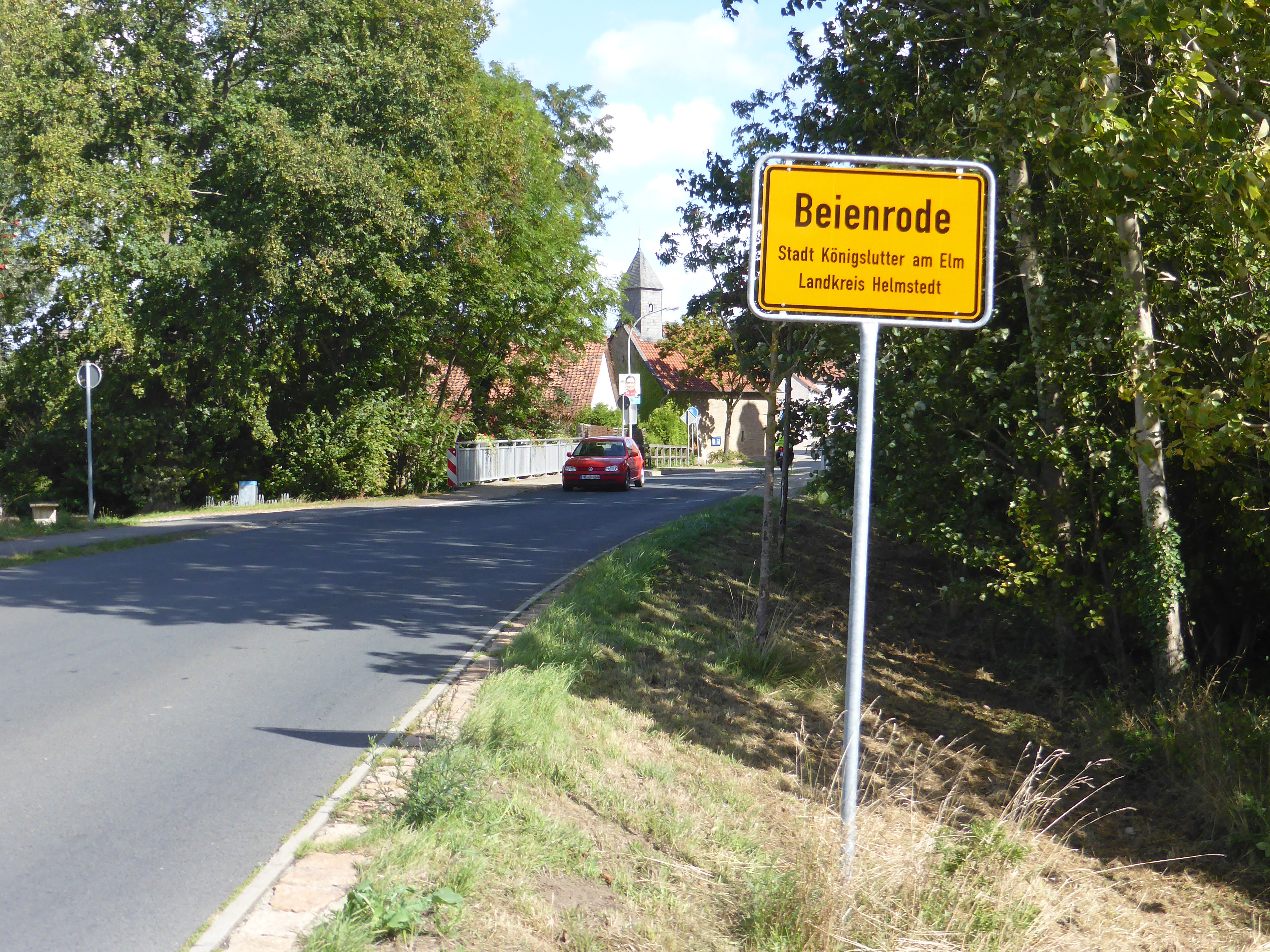
Kreisstraße 8 mit Ortseingang

Beienrode liegt südlich der Bundesautobahn 2, die Ausfahrt 59 (Königslutter) ist rund 5 km von Beienrode entfernt und über Ochsendorf erreichbar. Dieses zwischen Braunschweig und Helmstedt erbaute Teilstück der zunächst als Reichsautobahn 4 bezeichneten Straße wurde am 17. August 1936 für den Verkehr freigegeben.
Durch Beienrode führt die Kreisstraße 8, die in Beienrode als Beienroder Hauptstraße bezeichnet wird. Sie beginnt an der Landesstraße 294 nahe Rhode und verläuft durch Rhode, Uhry und Beienrode bis zur Landesstraße 290 zwischen Ochsendorf und Königslutter. Die Kreisstraße 12, in Beienrode als Steinumer Straße bezeichnet, beginnt in Beienrode an der Kreisstraße 8 und führt von Beienrode über Groß Steinum und Süpplingenburg bis nach Süpplingen, wo sie an der Bundesstraße 1 endet.
Die Straßenbezeichnungen Bergmannstraße und Schachtweg erinnern heute noch an den früheren Bergbau in Beienrode, die Straßenbezeichnungen Freiherr-Knigge-Straße und Von-Bülow-Straße an die früheren Besitzer des Gutes Beienrode.
Eine Buslinie der Wolfsburger Verkehrs GmbH führt von Beienrode nach Königslutter sowie über Uhry und Neindorf bis in das Volkswagenwerk Wolfsburg. Eine weitere Buslinie der Kraftverkehrsgesellschaft Braunschweig führt von Beienrode nach Königslutter sowie über Uhry und Rhode bis nach Neindorf.

#### Eisenbahn
Aufgrund des Kalibergwerks war Beienrode an das Schienennetz angeschlossen. Eine im Mai 1900 eröffnete, 6,9 Kilometer lange private Wirtschaftsbahn zweigte zwischen dem Bahnhof Königslutter und Lauingen von der Bahnstrecke Braunschweig–Magdeburg ab und führte am Nordrand von Schoderstedt vorbei bis nach Beienrode.

## Persönlichkeiten
- Johann August von Veltheim (1754–1829), deutscher Offizier in britischen Diensten
- Else von Sperber (1881–1977), Politikerin
- Klaus Geyer (1940–2003), Pfarrer, 1998 wegen Totschlags an seiner Frau verurteilt
- André Gelpke (* 1947), Fotograf